# Джуз
Джуз' (арабски: جزء, множествено число اجزاء аджза' ) буквално означава „част“. Джуз (или още наричан „пара“) е една от 30 приблизително равни части, на които понякога се разделя Коранът. Това разделяне се прави с цел рецитиране на целия Коран през месец Рамазан по време на молитвата Тарауих. Всяка вечер се рецитира по един джуз. Джузът се разделя на 2 ахзаба (групи) и всеки хизб (група) се разделя на 4 четвъртини. Най-популярният джуз е Амма - последният от 30-те, съдържащ най-късите сури.

## Джузове в Корана
1. Алиф Лам Мим – Ал-Фатиха 1 – Ал-Бакара 141
2. Сайакулю – Ал-Бакара 142 - Ал-Бакара 252
3. Тилкур Расулю – Ал-Бакара 253 - Ал-Имран 92
4. Лан Танялю – Ал-Имран 93 - Ан-Ниса 23
5. Уал мухсанату – Ан-Ниса 24 - Ан-Ниса 147
6. Ля юхиббуллаху – Ан-Ниса148 - Ал-Маида 81
7. Уа иза самиау – Ал-Маида 82 - Ал-Анам 110
8. Уа лау аннана – Ал-Анам 111 - Ал-Араф 87
9. Ка лалмалау – Ал-Араф 88 - Ал-Анфал 40
10. Уаляму – Ал-Анфал 41 - Ат-Тауба 92
11. Ятазируна – Ат-Тауба 93 - Худ 5
12. Уа ма мин даббатин – Худ 6 - Юсуф 52
13. Уа ма Оббариу – Юсуф 53 – Ибрахим 52
14. Рубама – Ал-Хиджр 1 – Ан-Нахл 128
15. Субханяллязи – Ал-Исра 1 - Ал-Кахф 74
16. Каля Алюм – Ал-Кахф 75 – Та ха 135
17. Иктараба – Ал-Анбиа 1 - Ал-Хадж 78
18. Кад Афлаха – Ал-Муаминун 1 - Ал-Фуркан 20
19. Уа Калял-лазина – Ал-Фуркан 21 - Ан-Намл 55
20. Ам-ман халяка – Ан-Намл 56 - Ал-Анкабут 45
21. Утлу ма юхия – Ал-Анкабут 46 - Ал-Ахзаб 30
22. Уа ма ййакнут – Ал-Ахзаб 31 - Йа Син 27
23. Уа ма лия – Йа Син 28 - Аз-Зумар 31
24. Фаман аз ламу – Аз-Зумар 32 - Фуссилат 46
25. Иляйхи Йюрадду – Фуссилат 47 - Ал-Джасиа 37
26. Ха Мим – Ал-Ахкаф 1 - Аз-Зарийат 30
27. Каля Фама катбукум – Аз-Зарийат 31 - Ал-Хадид 29
28. Кад Семиаллаху – Ал-Муджадала 1 – Ат-Тахрим 12
29. Табаракаллези – Ал-Мулк 1 - Ал-Мурсалат 50
30. Амма – Ан-Наба 1 - Ан-Нас 6